# Téléphérique du Pic du Midi de Bigorre
Ne doit pas être confondu avec Téléphérique de l'Aiguille du Midi.
Le téléphérique du Pic du Midi de Bigorre est un téléphérique constitué de deux tronçons qui relie la station de ski de La Mongie au sommet du pic du Midi de Bigorre par l'intermédiaire du Taoulet dans le département des Hautes-Pyrénées. Inauguré en 2001, le téléphérique est l'accès principal à l'observatoire astronomique située au sommet et fait aussi partie des remontées mécaniques du domaine skiable du Tourmalet,.

## Historique
L'observatoire astronomique du Pic du Midi fut inauguré en 1882, mais à cette époque le seul moyen de se rendre au sommet était la marche à pied. Ce n'est qu'à partir de 1952 qu'un premier téléphérique construit par Applevage fut inauguré. Ce téléphérique en deux tronçons de petite capacité reliait La Mongie au sommet avec une intermédiaire au Taoulet, il n'était cependant réservé qu'au personnel de l'observatoire. Puis en 1996, le site du Pic du Midi fut en grande partie rénové pour l'accueil du tourisme, l'ancien téléphérique est démonté puis remplacé sur son tracé par le téléphérique actuel construit par Garaventa (aujourd'hui Doppelmayr-Garaventa) inauguré dans son intégralité le 26 mai 2000 en présence de Lionel Jospin.

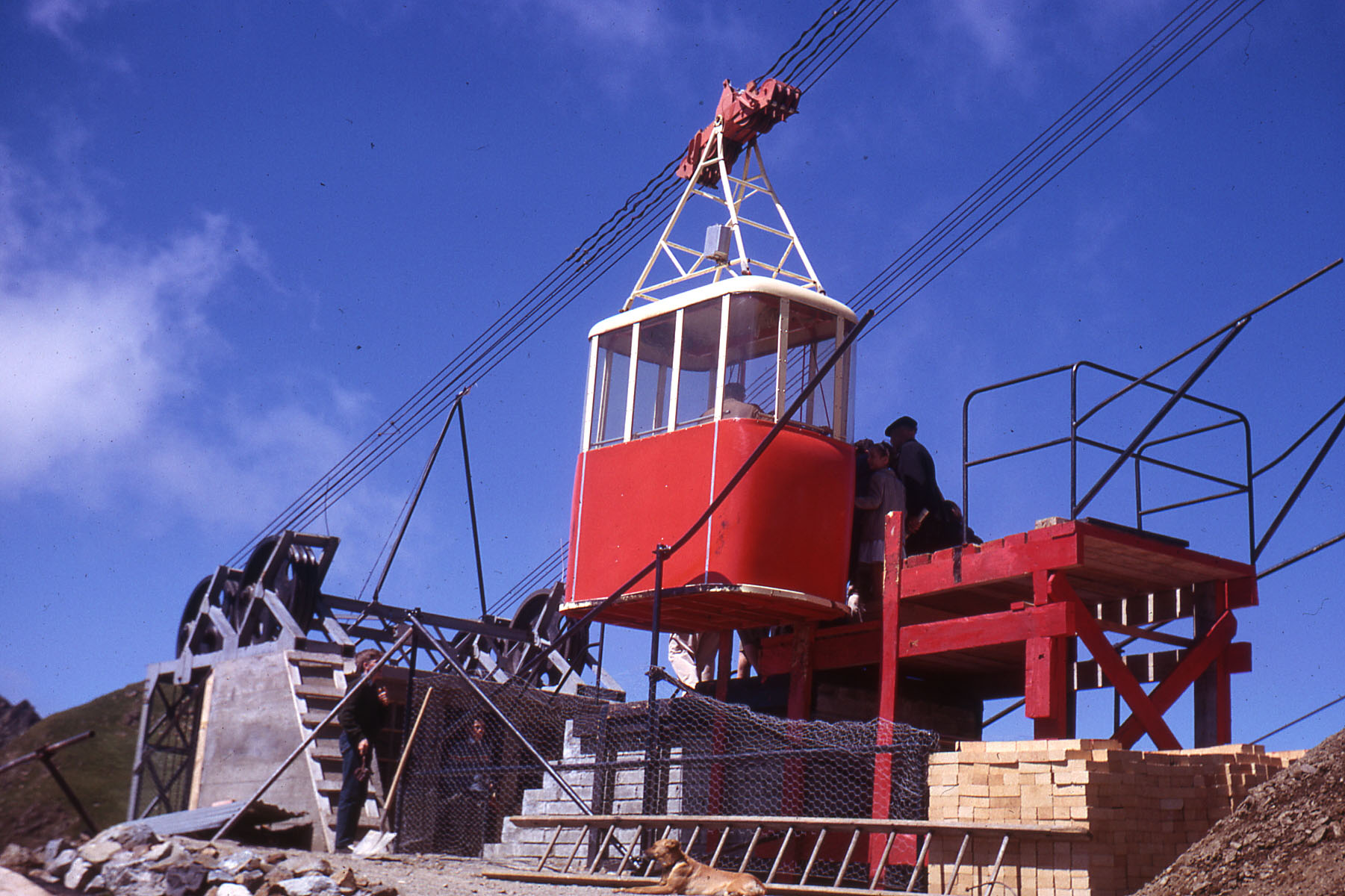
L'ancien téléphérique en 1963.

## Caractéristiques générales
Le téléphérique du Pic du Midi de Bigorre est le moyen le plus efficace pour accéder au sommet où se situe l'observatoire astronomique. II fait aussi partie des remontées mécaniques du Domaine skiable du Tourmalet (constitué des stations de Barèges et de La Mongie). Il s'agit d'un téléphérique à va-et-vient qui présente deux tronçons. Le téléphérique peut donc servir à la fois pour les touristes, pour les skieurs ou pour les membres du personnel de l'observatoire.
Celui-ci est d'ailleurs une exception en France, car il comporte deux câbles porteurs, dont l'écart est maintenu par les cavaliers, afin de pouvoir circuler jusqu'à 70 km/h de vent, contrairement à 50 km/h pour les autres téléphériques, permettant ainsi 35 jours de plus de fonctionnement.

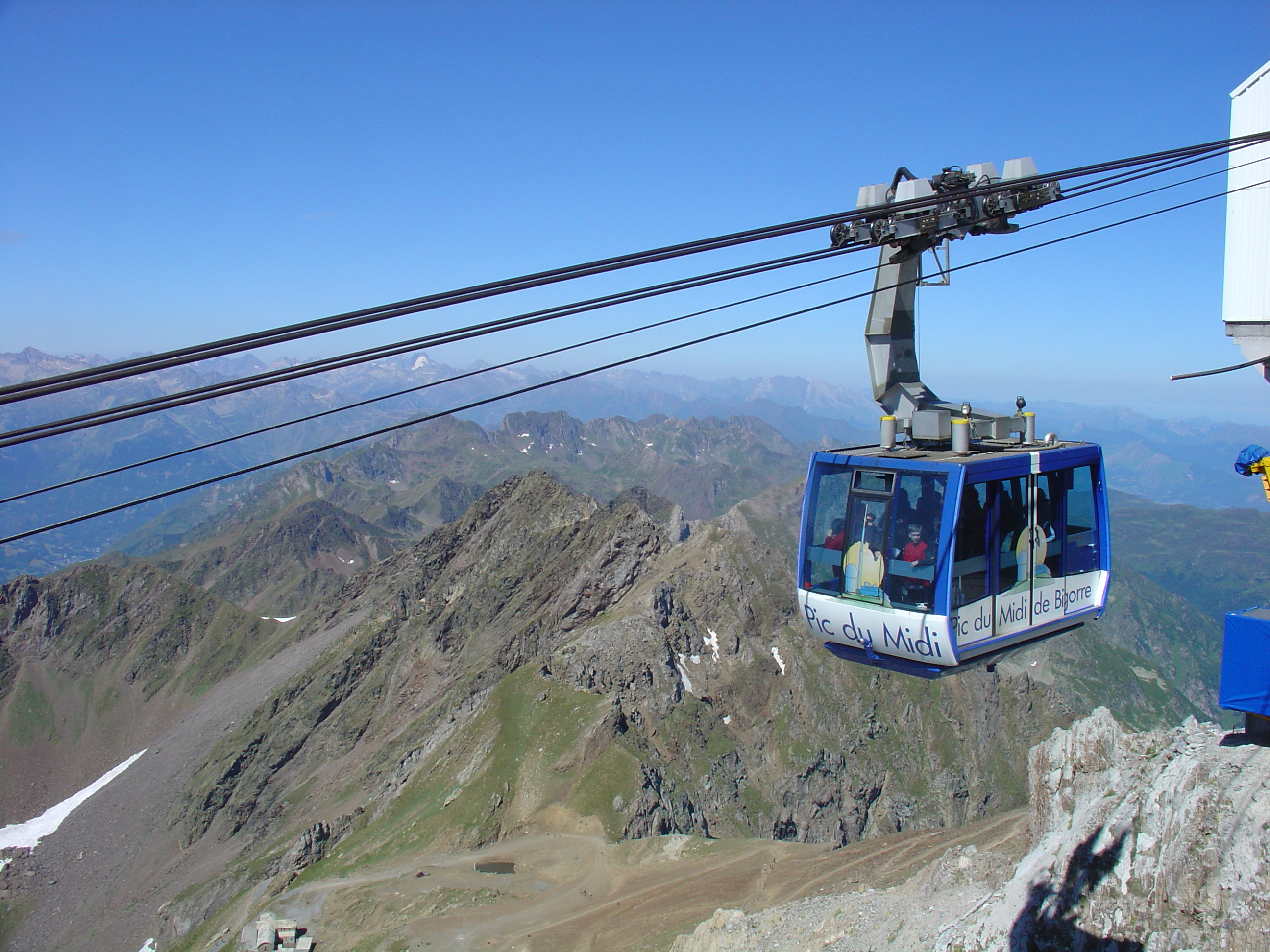
Téléphérique actuel.

La gare aval est située dans la station de ski de La Mongie à 1 745 mètres d'altitude, c'est la station motrice du premier tronçon. Le premier tronçon est long de 1 781 mètres avec une dénivelée de 560 mètres, une pente moyenne de 33 % et possède deux pylônes. La gare intermédiaire est située sur le sommet du Taoulet à 2 341 mètres d'altitude, ici les skieurs peuvent redescendre par des itinéraires hors piste, Il était également possible d’accéder au niveau de la gare intermédiaire par le télésiège Hount-Barrade mais ce dernier est aujourd'hui démonté. Le second tronçon est quant à lui long de 2 629 mètres avec une dénivelée de 551 mètres, une pente moyenne de 21 % et ne présente qu'un seul pylône situé une centaine de mètres avant l'arrivée. La gare amont est située au sommet du Pic du Midi de Bigorre à 2 877 mètres d'altitude où est installé l'observatoire astronomique.